# Simon van der Stel
Simon van der Stel (en el mar, en ruta a isla Mauricio, 14 de octubre de 1639-Ciudad del Cabo, 24 de junio de 1712) fue el último comandante y primer gobernador de la Colonia del Cabo, el asentamiento colonial neerlandés en el cabo de Buena Esperanza, Sudáfrica.

## Antecedentes
Simon era hijo de Adriaan van der Stel, oficial de la Compañía Neerlandesa de las Indias Orientales (Verenigde Oos-Indiese Kompanjie, o VOC), y de Maria Lievens, hija de una esclava liberada indígena conocida como Mónica, de la Costa del Goa, o Monica da Costa. Simon por consiguiente, era mestizo eurasiano. Ha sido considerado, por algunos historiadores, como un criollo, aunque técnicamente no era un criollo, pues no había nacido ni en Mauricio ni en Colonia del Cabo.
En 1639, Adriaan fue nombrado el primer gobernador holandés de Mauricio. Simon nació en el mar mientras su padre se dirigía a la isla Mauricio a tomar posesión de su nuevo puesto. Adriaan tuvo una larga ocupación en la isla Mauricio y Simón pasó siete años allí.
La gobernación de Adriaan terminó después de cinco años, y después de unos cuantos años más, Adriaan dejó Mauricio para ir a la Ceilán neerlandesa. Adriaan fue asesinado en Ceilán y María también murió. Simon se fue a Batavia, en las Indias Orientales Neerlandesas, donde permaneció hasta los 20 años de edad.

## Carrera
Luego se trasladó a los Países Bajos, donde se asoció con los miembros más importantes de la VOC, como Willem Six. En 1663 se casó con la hija de Willem, Johanna Jacoba Six (1645-1700); teniendo seis hijos. Simon parece haber estado involucrado en la elaboración de vino, en Muiderberg.
En 1679, fue nombrado "comandante" de la colonia de la VOC, en el cabo de Buena Esperanza, a través de la creciente influencia de su pariente mercader, burgomaestre e inversor privado Joan Huydecoper van Maarsseveen.
Simon y su esposa Johanna, por alguna u otra razón, no tenían una relación muy buena, y su hermana Cornelia acompañó a su marido hasta el Cabo. Tal vez era demasiado grande para una dama, tal vez fue tímida y temía que el viaje por mar fuese demasiado. Cualquiera sea la razón, van der Stel nunca la vio de nuevo, aunque se mantuvo fiel, y con frecuencia le enviaba dinero. Johanna Jacoba permaneció en los Países Bajos, y envió los muebles y obras de arte necesarias para equipar la residencia del gobernador, en Groot Constantia.
En 1685, le visitó Hendrik van Rheede con quien compartió un gran interés con la botánica en la zona tropical. Para evitar la competencia en cualquier otro lugar en el mundo, los especímenes de canela, clavo de olor y alcanforero fueron destruidos por su ambicioso hijo Rijckloff van Goens.
En 1691, la COV sustituyó el cargo de "comandante" por el de "gobernador", y van der Stel fue ascendido a esa nueva posición. Su casa Groot Constantia fue bien amueblada, y con bellas pinturas incluyendo la pintura sin terminar de Simon de Vlieger "The Fisherman".
Cada uno de sus cuatro hijos fue en un momento u otro, con él en Sudáfrica. Willem Adriaan, después de ser magistrado de la ciudad, sucedió a su padre como gobernador de El Cabo; Frans "de jonker" se convirtió en agricultor en el Cabo; Adrián se convirtió en gobernador de Amboina (1706-20); y Cornelis fue uno de los 352 náufragos en elRidderschap  en 1694.
Una expedición bajo el mando Willem de Vlamingh fue enviada a buscar a los sobrevivientes en las islas del océano Índico o en las costas de Australia Occidental.
Simon van der Stel se retiró en 1699, siendo sucedido por su hijo Willem Adriaan van der Stel. Retirado, Simon se dedicó a su finca de Constantia, Ciudad del Cabo, donde falleció en 1712. François Valentijn visitó a Frans, en Constantia, en marzo de 1714. La finca fue dividida y vendida en 1716, la subasta duró cuatro días y fue muy bien atendida.

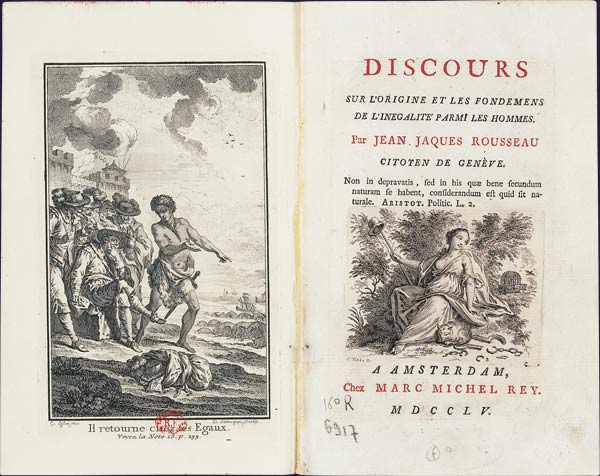
Frontispicio de una edición de Rousseau del Discurso sobre la Inequidad (1754), publicado en 1755 en Holanda

Jean-Jacques Rousseau, en su Discurso sobre la Inequidad, se refiere al Gobernador van der Stel por su nombre en la historia acerca de los Hotentotes, planteadas por los holandeses, que deciden «regresar a sus iguales» en lugar de permanecer en la sociedad civilizada. De acuerdo a Rousseau, van der Stel se levantó el hotentote desde el nacimiento «en los principios de la religión cristiana y en las prácticas de las costumbres europeas». El frontispicio del Discurso muestra a van der Stel y al hotentote debajo de la frase, «Il retourne chez les Egaux (Volvió a sus iguales)».

## Honores

### Epónimos
- ciudad de Stellenbosch (fundada en 1679) lleva su nombre y Simon's Town también
- buque de la Armada de Sudáfrica, SAS Simon van der Stel, en 1952